# Tenniken
Tenniken es una comuna suiza situada en el distrito de Sissach, en el cantón de Basilea-Campiña,. Tiene una población estimada, a fines de 2021, de 934 habitantes.